# Coupe d'Allemagne féminine de football 1983-1984
Navigation
Édition précédente Édition suivante
Le DFB-Pokal Frauen 1983-1984 est la quatrième édition de la Coupe d'Allemagne féminine.
Il s'agit d'une compétition à élimination directe ouverte aux meilleurs clubs des fédérations régionales. Elle est organisée par la Fédération allemande de football (DFB).
La finale a lieu le 31 mai 1984 au Waldstadion à Francfort-sur-le-Main. Le club SSG 09 Bergisch Gladbach remporte sa troisième Coupe d'Allemagne.

## Format
Les équipes participantes sont les meilleures équipes des fédérations régionales, chaque fédération envoie une équipe. La compétition commence avec les huitièmes de finale qui se jouent sur un match, comme les quarts de finale et les demi-finales. 
La finale se joue le 31 mai 1984 en lever de rideau de la finale masculine.

## Demi-finales
Les matchs se jouent le 24 et le 25 mars 1984.
| Equipe 1                 | Equipe 2                | Score |
| ------------------------ | ----------------------- | ----- |
| SC 07 Bad Neuenahr       | VfR Eintracht Wolfsburg | 1 - 2 |
| SSG 09 Bergisch Gladbach | FSV Francfort           | 2 - 0 |

## Finale
| 31 mai 1984 | SSG 09 Bergisch Gladbach | 2 - 0   | VfR Eintracht Wolfsburg | Waldstadion, Francfort-sur-le-Main |                      |
|             |                          | (1 - 0) |                         | Spectateurs : 10 000               | Spectateurs : 10 000 |

- Le SSG 09 Bergisch Gladbach remporte son troisième trophée, le club était à l'époque la meilleure équipe de football féminin en Allemagne, comme il n'y avait pas encore d'équipe d'Allemagne, c'est le club qui représentait le pays, comme à la Coupe du monde innofficielle à Taïwan cette année-là[2].